# Viktor Kafka (neuropsycholog)
Viktor Kafka, také Victor Kafka (12. října 1881 Karlovy Vary – 5. května 1955 Stockholm) byl neuropsycholog a bakteriolog.

## Život
Po studiích medicíny v Praze a Vídni a získání doktorátu v roce 1906 získal Kafka v roce 1907 místo asistenta na psychiatrické klinice německé lékařské fakulty v Praze. V roce 1911 popsal ve Wiener Kliniken Wochenschrift (číslo 24, fol. 335) spolu s bakteriologem Edmundem Weilem dosud neznámou bakteriologickou reakci, která dostala název Weil-Kafkova reakce nebo hemolyzinová reakce. Ve stejném roce se přestěhoval do Friedrichsberg State Hospital v Hamburku. Od roku 1917 se Kafka stal členem správní rady sérologického oddělení Bakteriologicko-sérologického ústavu. V roce 1920 byl jmenován ředitelem odboru. Byl členem hamburské zednářské lóže a v roce 1926 jejím mistrem.
V roce 1924 získal mimořádnou profesuru na univerzitě v Hamburku a v roce 1927 byl jmenován vrchním lékařem sérologického oddělení. Během nacistické éry byl Kafka vyřazen ze služby kvůli svým židovským předkům. Připomíná jej stolperstein před hlavní budovou Fakultní nemocnice Hamburg-Eppendorf. V roce 1939 odešel do exilu do Norska a nakonec v roce 1942 do Švédska, kde žil až do své smrti. Kafka našel místo posledního odpočinku na hřbitově Ohlsdorf v Hamburku ve čtverci Q 9.

## Dílo
- Die Cerebrospinalflüssigkeit. Deuticke & Co., Leipzig 1931.
- Sexualpathologie für Mediziner, Juristen und Psychologen. Deuticke & Co., Leipzig 1932.
- Taschenbuch der praktischen Untersuchungsmethoden der Körperflüssigkeiten bei Nerven- und Geisteskrankheiten. 1917, DNB 574200487.